# Dystrykt Mpongwe
Dystrykt Mpongwe – dystrykt w Zambii w Prowincji Copperbelt. W 2000 roku liczył 64 371 mieszkańców (z czego 51,03% stanowili mężczyźni) i obejmował 12 364 gospodarstw domowych. Siedzibą administracyjną dystryktu jest Mpongwe.